# English Dogs
English Dogs é uma banda punk inglesa formada em 1981 por Ade Bailey nos vocais, Graham Gizz Butt e Jon Murray nas guitarras, "Wattie" Watson no baixo e Andrew "Pinch" Pinching na bateria, influenciada por grupos como The Exploited, GBH e Discharge. 

## História
Em 1982, a banda faz suas primeiras gravações em duas demo-tapes:Show no Mercy eFree to Kill. No início de 1983 banda saiu em turnê na Alemanha abrindo para o GBH e na Inglaterra abrindo para o Discharge. Nesse mesmo ano, assinaram com a Clay Records e gravaram o EP "Mad Punx and English Dogs".
A fase punk da banda durou até o seu primeiro LP "Invasion of the Porky Men" em meados de 1984, após esta época, devido a mudanças na formação da banda, seu som começou a sofrer influências de heavy metal. O EP "To the Ends of the Earth", de 1984, marca o início dessa fase, e foi pioneiro na mistura do hardcore punk com elementos do heavy/speed metal que anos depois seria chamada de crossover thrash.
A partir daí o metal foi ganhando cada vez mais força na sonoridade dos English Dogs. Em 1985, gravaram "Forward into Battle" , com uma sonoridade thrash metal, distanciando-se completamente da sonoridade hardcore punk do seu início.
No Final de 1986, a banda tocou no Camden's Electric Ballroom com Possessed e Voivod, e em 1987 gravaram "Where The Legend Began". Após este álbum, a banda acabou.
Retornaram em 1994 com uma nova formação, lançando o álbum "Bow to None". A banda se desfês novamente e em 1996, o guitarrista Gizz foi tocar na banda de música eletrônica The Prodigy. Em 1997, membros da banda se juntaram com integrantes do GBH e formaram duas bandas: o Sensa Yuma, que gravou o álbum "Every Day's Your Last Day", e o The Wernt, que gravou o álbum "Wreckin' Temples". Em 1999, guitarrista Gizz saiu do The Prodigy, e o English Dogs se reuniu novamente e gravou um álbum ao vivo na Finlândia, "I've Got A Gun".
Em 2007, a banda voltou sua formação original com exceção de Pinch, no seu lugar entrou Stu do Resistance 77. Até o momento, continuam tocando pela Europa, mas não tocam mais as músicas de sua fase crossover thrash. Em 2008, gravaram o EP "Tales From The Asylum".

## Membros
- Matt Woods - vocal
- Nick Winch - guitarra
- "Wattie" Watson - baixo
- Stu - bateria

## Discografia

### Álbuns
- Show no Mercy (Demo-Tape, 1982)
- Free to Kill (Demo-Tape, 1992)
- "Mad Punx and English Dogs" (12" EP, Clay Records, 1983)
- Invasion of the Porky Men (LP, Clay Records, 1984)
- "To the Ends of the Earth" (12" EP, Rot Records, 1984)
- Forward into Battle (LP, Rot Records, 1985)
- "Metalmorphosis" (12" EP, Under One Flag Records, 1986)
- Where Legends Began (LP, Under One Flag Records, 1987)
- Bow to None (LP, Impact Records, 1994)
- All the World's a Rage (LP, Impact Records, 1995)
- Isn't it Wonderful to be Fucked by Everyone (CD, Retch Records, 1995)
- I've Got a Gun (CD, Retch Records, 1999)
- "Tales From The Asylum" (CD-EP, Retch Records, 2008)

### Compilações
- Have a Rotten Christmas vol. 2 (LP, Rot Records, 1985)
- End of a Era: The Best of Rot Records (LP Duplo, Rot Records, 1988)
- Driven to Death (LP, Clay Records, 1990)

## Vídeografia

### DVD
- The Arena Rebellion 2007 (DVD, 2007)